# Symfonie nr. 6 (Holmboe)
Vagn Holmboe voltooide zijn Symfonie nr. 6 in 1947.
Holmboe vond dat er eigenlijk geen goede symfonie meer geschreven kon worden na de genrewerken van Carl Nielsen. Zelf hield hij zich daar niet aan; hij zou er veertien componeren. Deze Symfonie nr. 6 is de zesde in de genummerde reeks; hij schreef een ongenummerde symfonie tussen de symfonieën nrs. 8 en 9.
In deze zesde symfonie probeerde Holmboe los te komen van de gangbare ontwikkeling binnen een symfonie. Hij probeerde zijn eigen variant de metamorfose door te voeren in een symfonie. Het leverde een eigenaardige constructie op, een symfonie in twee lange delen. Het eerste deel (Adagio-Allegro-Adagio) in drie tempi laat een langzame introductie horen waarin een kwartinterval horen die beïnvloed lijkt door het Concert voor orkest van Bela Bartók, door wie Holmboe zich vaker liet inspireren. Andere verwijzen naar muziek van Carl Nielsen (docent van Holmboe). In de snellere middensectie gebruikt Holmboe andere motieven, die langzaam uitmonden in een climax. Na die climax trekt het werk zich terug in een solo voor de viool, die op zich weer uitdooft in een traag tempo en bijna stilte, net zoals het werk begonnen is. Het tweede deel (Allegro molto e con moto) ia snel en gebouwd rond kleinere intervallen zoals kleine terts en kleine secunde. Het deel sluit af met een coda, dat teruggrijpt op deel 1. ook dit deel sluit af in pianissimo. Een gelijkenis met de muziek van Dmitri Sjostakovitsj werd gevonden mede door de combinatie xylofoon en blazers. 
Erik Tuxen leidde de eerste uitvoering tijdens een donderdagavondconcert op 8 januari 1948; hetgeen te horen was op de radio; het orkest was vermoedelijk het Deens Radio Symfonieorkest.
Orkestratie
- 1 piccolo, 2 dwarsfluiten, 2 hobo’s, 1 althobo, 2 klarinetten, 1 basklarinet, 2 fagotten, 1 contrafagot
- 4 hoorns, 3 trompet, 3 trombones, 1 1 tuba
- pauken, 3 man/vrouw percussie, celesta
- violen, altviolen, celli,  contrabassen

Symfonie nr. 1 · nr. 2 · nr. 3 · nr. 4 · nr. 5 · nr. 6 · nr. 7 · nr. 8 · Sinfonia in memoriam · nr. 9 · nr. 10 · nr. 11 · nr. 12 · nr. 13 ·